# Provinciale weg 323
De Provinciale weg 323 (N323) is een provinciale weg in de Nederlandse provincie Gelderland. De N323 vormt door middel van de Prins Willem-Alexanderbrug een verbinding over de Waal tussen de A15 ter hoogte van Echteld en Beneden-Leeuwen, waar de weg aansluit op de N322.
De weg is ingericht als regionale stroomweg met autosnelweg-profiel, wat betekent dat de weg in elke rijrichting 2 rijstroken heeft. Er geldt een maximumsnelheid van 100 km/h.